# Саргсян, Александр Азатович
Александр Азатович Саргсян,(арм. Ալեքսանդր Ազատի Սարգսյան), более известен как Сашик Саргсян (арм. Սաշիկ Սարգսյան; 10 января 1956, Степанакерт, НКАО, Азербайджанская ССР) — армянский политик, бывший депутат парламента Армении, младший брат Сержа Саргсяна.

## Биография
Родился 19 января 1956 года в Степанакерте, НКАО,Азербайджанская ССР.
- 1974—1976 — служил в советской армии.
- 1976—1990 — водитель автобуса марки ПАЗ.
- 1982—1987 — Ереванский строительный техникум им. А. Таманяна. Техник газового хозяйства.
- 1996—1998 — заместитель директора Ереванского АООТ «Сириус».
- 1999—2003 — начальник Джрвежской автогазозаправочной станции № 7 Ереванского ООО «Автогаз».
- 2003—2007 — был депутатом парламента. Член постоянной комиссии по вопросам науки, образования, культуры и молодёжи. Член партии «РПА».
- 12 мая 2007 — вновь избран депутатом. Член партии «РПА». По утверждению многих СМИ, на заседаниях парламента Армении Саргсян появлялся редко, а если его и видели, то с усталым и похмельным видом[1].

Как утверждают некоторые источники, на политической и экономической арене Армении Сашик Саргсян появился в 1998 году, после того как его старший брат Серж Саргсян укрепил свои позиции в Ереване. Позднее Сашик стал выступать в качестве «крыши» для многих собственников среднего и малого бизнеса.

### Инцидент на выборах
В 2009 году на выборах в Совет старейшин Еревана Сашик Саргсян в сопровождении 50 человек ворвался на избирательный участок и попытался вбросить пачку бюллетеней, заявив, что «это его страна, и он вправе делать все, что захочет».

### Инцидент в ресторане
В начале апреля 2010 года, Александр Саргсян, находясь в ереванском ресторане «Парвана», открыл огонь. По сведениям журналистов, в ходе выступления известного певца Спитакци Айко заказал ему песню. Певец принял заказ, но сказал, что исполнит песню, после того как допоет другую. Это очень сильно разозлило Саргсяна, и он несколько раз выстрелил под ноги певцу..

### Инцидент перед зданием парламента
В июне 2010 года перед входом в здание парламента Армении толпа протестующих против изменений в законах «О языке» и «Об общем образовании» встретила Сашика Саргсяна криками: «Пазик, пи-би-ип!», намекая ему на что, что до становления Сержа Саргсяна президентом, его младший брат работал водителем автобуса марки «ПАЗ». Как утверждают СМИ, Сашик Саргсян пробубнил себе под нос ругательства и показал собравшимся комбинацию из трех пальцев — кукиш.

### Инцидент с журналисткой Мариной Харатьян
В мае 2011 года в коридоре парламента Армении Сашик использовал нецензурную лексику в отношение корреспондента газеты «Грапарак» Марины Харатьян. Он также сделал попытку напасть на журналистку, которую предотвратил один из сотрудников парламента.

### Связи с криминальным авторитетом Арменом Казаряном
По некоторым сведениям, Генеральная прокуратура России подняла вопрос о привлечении Сашика Саргсяна к уголовной ответственности и его выдаче российскому правосудию в связи с делами о наркотрафике и отмывании денег. По сведениям российских сыщиков, Александр Саргсян тесно сотрудничал криминальным авторитетом Арменом Казаряном (по прозвищу «Пзо»). Через Пзо и его людей Сашик выходил и на международных представителей армянского криминального мира, а также на российских «воров в законе», участвовал в их преступных делах в Европе и США.

### Избиение в Москве
По сведениям одной из газет, в марте 2013 года Александр Саргсян находился в одной из больниц Москвы. Как сообщалось, Саргсян оказался по причине своего поведения «в центре внимания авторитетов Москвы», «повёл себя неподобающим образом, в связи с чем был избит».

## Собственность
Как признался Саргсян, ему принадлежат 50 процентов акций фирмы «МультиЛион».
По некоторым сведениям, Саргсян в 2013 году стал владельцем Ахталинского горно-обогатительного комбината.

### Недвижимость в США
Согласно некоторым сведениям, Сашик Саргсян в 2005 году за 2,8 млн долларов США купил особняк в городе Тарзана по адресу 4935 Avenida Oriente, Tarzana, CA 91356-4632, а на ремонт дома потратил 300 тыс. долларов США.

### Газозаправочные станции
По некоторым сведениям, в собственности Саргсяна с 1998 года находится сеть газозаправочных станций в Армении, которые, согласно политологу Арташесу Гегамяну, он получил благодаря Роберту Кочаряну и делил с Гагиком Царукяном, а также элитная недвижимость в Европе и США, строительные компании. Как утверждает Гегамян, в своё время Александр Саргсян хотел расправиться с Царукяном и даже организовал покушение на него, однако тогдашнему президенту Роберту Кочаряну удалось помирить их. Кроме того, по словам Гегамяна, Сашик Саргсян тесно связан с убийством одного из бывших собственников Разданского цементного завода, вора в законе Микаела Азатяна (более известного как Миша Питерский).

### «Глендел Хиллс»
Саргсяну принадлежит одна из компаний-подрядчиков, строительный холдинг «Глендел Хиллс». В 2011 году деятельность Саргсяна и его компании «Глендел Хиллс» оказалась в центре внимания правоохранительных органов США.

### «Parking City Service»
С 1 августа 2013 года в Ереване действует платная система парковки, доходы от которой получает «Parking City Service», которой, по некоторым сведениям, владеет Сашик Саргсян. Примечательно, что данной «Parking City Service» отходят 70 % от всей уплаченной за парковку суммы, а остальное идёт в бюджет Еревана.

### Швейная фабрика Амасии
По сведениям некоторых СМИ, Сашик Саргсян заполучил долю на швейной фабрике Амасии, которая была построена на средства армяно-немецкой компании «ВКС Армения».